# 10237 Adzic
10237 Adzic este un asteroid din centura principală de asteroizi.

## Descriere
10237 Adzic este un asteroid din centura principală de asteroizi. A fost descoperit pe 26 septembrie 1998 la Socorro, New Mexico, în cadrul proiectului LINEAR. Asteroidul prezintă o orbită caracterizată de o semiaxă mare de 2,21 ua, o excentricitate de 0,06 și o înclinație de 1,1° în raport cu ecliptica.